# (15364) Kenglover
(15364) Kenglover est un astéroïde de la ceinture principale.

## Description
(15364) Kenglover est un astéroïde de la ceinture principale. Il fut découvert le 17 avril 1996 à Kitt Peak par le projet Spacewatch. Il présente une orbite caractérisée par un demi-grand axe de 2,43 UA, une excentricité de 0,09 et une inclinaison de 13,1° par rapport à l'écliptique.

## Compléments